# Micrurus albicinctus
Micrurus albicinctus (білосмугий кораловий аспід) — вид отруйних змій родини аспідових (Elapidae). Мешкає в Бразиліїі і Перу.

## Поширення і екологія
Білосмугі коралові аспіди мешкають на заході Бразильської Амазонії, в штатах Амазонас, Акрі і Рондонія, а також на сході Перу. Вони живуть у вологих рівнинних тропічних лісах. Живляться зміями.